# Schweighausen (Willstätt)
Schweighausen ist eine Wüstung auf der Gemarkung von Sand, einem Ortsteil von Willstätt, einer Gemeinde im Ortenaukreis in Baden-Württemberg.

## Geschichte

### Mittelalter
Die älteste erhaltene Erwähnung von Schweighausen stammt von 1303. Es gehörte zur Herrschaft Lichtenberg. Um 1330 kam es zu einer ersten Landesteilung zwischen Johann II. von Lichtenberg, aus der älteren Linie des Hauses, und Ludwig III. von Lichtenberg. Dabei fiel Schweighausen in den Teil des Besitzes, der künftig von der älteren Linie verwaltet wurde. Es war dem Amt Willstätt zugeordnet.
Als 1480 mit Jakob von Lichtenberg das letzte männliche Mitglied des Hauses verstarb, ging das Erbe auf seine beiden Nichten, Anna von Lichtenberg (* 1442; † 1474) und Elisabeth von Lichtenberg über. Anna hatte 1458 den Grafen Philipp I. den Älteren von Hanau-Babenhausen (* 1417; † 1480) geheiratet, der eine kleine Sekundogenitur aus dem Bestand der Grafschaft Hanau erhalten hatte, um heiraten zu können. Durch die Heirat entstand die Grafschaft Hanau-Lichtenberg. Elisabeth heiratete Simon IV. Wecker von Zweibrücken-Bitsch. Das Lichtenberger Erbe wurde zwischen ihnen geteilt. Das Amt Willstätt und damit Schweighausen wurden dabei zu einem Kondominat zwischen beiden Erben.

### Neuzeit
Unter der Regierung von Graf Philipp III. von Hanau-Lichtenberg kam es zu einer Realteilung der gemeinsamen Kondominate: Das Amt Willstätt kam ganz zur Grafschaft Hanau-Lichtenberg. Im Gegenzug gelangte das Amt Brumath ganz an Zweibrücken-Bitsch. Graf Philipp IV. von Hanau-Lichtenberg (1514–1590) führte nach seinem Regierungsantritt 1538 die Reformation in seiner Grafschaft konsequent durch, die nun lutherisch wurde. Bei den Kämpfen um Willstätt wurde es im Dreißigjährigen Krieg zerstört. Die Einwohner siedelten sich daraufhin in Sand an, wohin auch die Gemarkung von Schweighausen geschlagen wurde.